# Route nationale 540
Die N540 war von 1933 bis 1973 eine französische Nationalstraße, die zwischen der N102 östlich von Villeneuve-de-Berg und Dieulefit verlief. Der Abschnitt zwischen Montélimar und Dieulefit geht auf die 1813 festgelegte D2 des Départements Drôme zurück. Die Rhône-Brücke von Le Teil war schon ab 1885 eine Nationalstraße und wurde als siebter Seitenast der N86 bezeichnet. Für diesen war zunächst die Nummer N86K vorgesehen, bevor dann endgültig die N540 über die Brücke geführt wurde. In Le Teil war sie durch die N86 unterbrochen. Ihre Länge betrug 43 Kilometer. 1978 wurde der Abschnitt ab der Kreuzung mit der N102 bis zur N7 in Montélimar von der N102 übernommen.